# Механический выпрямитель
Механический выпрямитель — устройство для преобразования переменного тока в постоянный ток посредством механически-управляемых переключателей. Наиболее известным видом является коллектор, который является составной частью электродвигателей постоянного тока, но, до того как твердотельные диоды стали доступными, для некоторых применений использовались независимые механические выпрямители.

## Вибратор
Это устройство было обратным вибропреобразователю. Электромагнит, под действием переменного тока, вызывал синхронную вибрацию пружины и управляемых пружиной переключающих контактов, которые преобразовывали переменный ток в постоянный ток. Это устройство было применимо только для маломощных приложений, таких как радиоприёмники.

## Приводимые мотором
Эти устройства действовали по тому же принципу что и вибраторы, но переключающие контакты управлялись синхронным мотором. Эти устройства были применимы для высокомощных приложений, таких как электролизные ячейки (электролизёры) и электростатические фильтры.